# Décès en décembre 1972
Décès
- 1968
- 1969
- 1970
- 1971
- 1972
- 1973
- 1974
- 1975
- 1976

Pour une information complémentaire, voir la page d'aide.

| Date        | Nom              | Pays                 | Activités           | Âge | Source |
| ----------- | ---------------- | -------------------- | ------------------- | --- | ------ |
| 29 décembre | Armand Boutrolle | Drapeau de la France | Sculpteur français. | 86  |        |